# 多芒日城
多芒日城（法語：Ville-Dommange，法語發音：[vil dɔmɑ̃ʒ]）是法国马恩省的一个市镇，位于该省西北部，属于兰斯区。

## 地理
多芒日城（49°12'3"N, 3°56'1"E）面积3.4 平方千米，位于法国大東部大區马恩省，该省份为法国东北部内陆省份，北起阿登省，西北接埃纳省，西南接塞纳-马恩省，南至奥布省，东南接上马恩省，东临默兹省。
与多芒日城接壤的市镇（或旧市镇、城区）包括：布伊、库尔马、茹伊莱兰斯、莱梅讷、萨西。

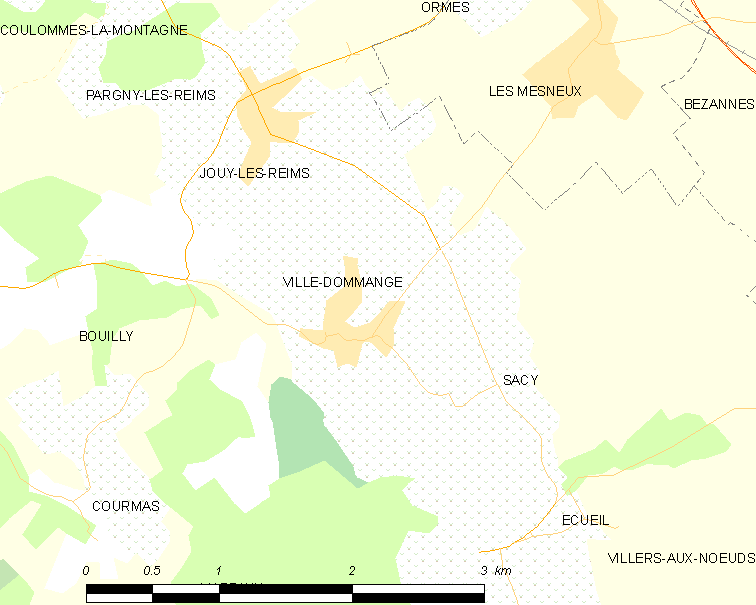
多芒日城的OSM定位图

多芒日城的时区为UTC+01:00、UTC+02:00（夏令时）。

## 行政
多芒日城的邮政编码为51390，INSEE市镇编码为51622。

## 政治
多芒日城所属的省级选区为菲姆-兰斯山县。

## 人口

1962-2008年间多芒日城人口变化图示

多芒日城于2022年1月1日时的人口数量为405人。